# Anton Matusevich
Anton Matusevich (30 de maio de 2001) é um tenista britânico.
Matusevich possui ranking mais alto em simples na ATP o de número 550, alcançado em 2 de novembro de 2020.
Ele conquistou o US Open de 2018, ao lado de Adrian Andreev, na final eles derrotaram a dupla norte-americana Emilio Nava e Axel Nefve.
Matusevich venceu o evento masculino Battle of the Brits Premier League Tennis, realizado em dezembro de 2020.

## Início de vida
Matusevich estudou em The Judd School, em Tonbridge, de 2012 a 2019.

## Finais de Grand Slam Juvenil

### Duplas: 1 (1 título)
| Resultado | Ano  | Torneio | Superfície | Parceiro       | Oponentes              | Placar           |
| --------- | ---- | ------- | ---------- | -------------- | ---------------------- | ---------------- |
| Vitória   | 2018 | US Open | Duro       | Adrian Andreev | Emilio Nava Axel Nefve | 6–4, 2–6, [10–8] |